# Kurt Westphal (Politiker)
Kurt Westphal (* 31. Dezember 1913 in Berlin; † 5. Juni 1986) war ein deutscher Politiker (SED). Er war von 1953 bis 1958 Minister für Lebensmittelindustrie der DDR.

## Leben
Westphal wuchs in einer Arbeiterfamilie auf. Nach dem Besuch der Volksschule machte er eine Ausbildung zum Feinmechaniker. Bereits in seiner Jugend wurde er Mitglied des Arbeitersportvereins „Fichte“ und des KJVD. 1930 trat Westphal der KPD bei. Nach der „Machtergreifung“ der Nationalsozialisten beteiligte sich Westphal am Widerstand und war 1934 vorübergehend inhaftiert. Nach seiner Entlassung nahm er auch weiterhin am illegalen Widerstandskampf der Kampfgemeinschaft für Rote Sporteinheit und in der Widerstandsgruppe Werner Seelenbinder teil.
Nach dem Zweiten Weltkrieg wurde er 1946 Mitglied der SED sowie Hauptabteilungsleiter in der Koordinationsstelle für Industrie und Verkehr. Von 1950 bis 1954 gehörte er als Abgeordneter der Volkskammer an. Am 11. Juni 1953 wurde er zunächst zum Minister für Nahrungs- und Genußmittelindustrie berufen und am 25. Juni 1953 als Minister für Lebensmittelindustrie der DDR vereidigt. Dieses Amt bekleidete er bis 1958.  
1958 ging er in den Bezirk Rostock und war dort von 1958 bis 1962 Vorsitzender des Bezirkswirtschaftsrates und stellvertretender Vorsitzender des Rates des Bezirkes, von 1958 bis 1963 gleichzeitig Mitglied der Bezirksleitung der SED ebendort. Anschließend war er stellvertretender Leiter der Arbeiter-und-Bauern-Inspektion im Bezirk Rostock. Seit dem 13. August 1974 war er Vorsitzender des Komitees der Antifaschistischen Widerstandskämpfer im Bezirk Rostock und vom 28. März 1976 bis zu seinem Tode erneut Mitglied der SED-Bezirksleitung Rostock.
Er lebte zuletzt in Warnemünde, war verheiratet und Vater zweier Söhne.

## Auszeichnungen
- Verdienstmedaille der DDR
- Medaille für Kämpfer gegen den Faschismus 1933 bis 1945
- Verdienstmedaille der Nationalen Volksarmee in Gold
- Vaterländischer Verdienstorden in Gold (1983)